# Eduardo Uribe
Eduardo Uribe Oshiro (Lima, provincia de Lima, 2 de septiembre de 1985) es un futbolista peruano. Juega de lateral derecho o también puede jugar de volante de marca y su equipo actual es Sport Boys de la Primera División del Perú.

## Trayectoria
Se formó en las divisiones menores de Alianza Lima. Luego pasó a Deportivo Municipal, Unión Huaral donde desciende a la Segunda División del Perú y posteriormente, en las temporadas 2007 y 2008, al Coronel Bolognesi equipo con el que fue campeón del Torneo Clausura 2007.
Participó en la Copa Sudamericana 2007 y en la Copa Libertadores 2008 defendiendo la casaquilla del cuadro tacneño. En el 2009 regresó a Alianza Lima donde fue subcampeón y jugó la Copa Libertadores 2010, logra clasificar con Alianza a la Copa Libertadores 2011.

### Juan Aurich y Real Garcilaso
Al siguiente se va al Juan Aurich de Chiclayo para jugar la Copa Sudamericana 2011 en el cual jugó y fue eliminado por La Equidad también jugó el Campeonato Descentralizado 2011 el cual fue campeón nacional jugando las dos finales contra Alianza Lima. Como anécdota su hermano Ricardo Uribe también fue campeón ese mismo año con el Real Garcilaso en la Copa Perú 2011. Justamente el siguiente año defendería al Real Garcilaso club recién ascendido, ese año logró hacer un campañón junto a su director técnico Freddy García con el cual quedó subcampeón nacional jugando también las dos finales el cual perdió contra Sporting Cristal.
En el 2013 se marchó para el Sporting Cristal club con el cual afrontó la Copa Libertadores 2013 donde quedó eliminado en la fase de grupos, ese mismo año logró clasificar a al Copa Libertadores 2014 luego de quedar 3.er lugar en el acumulado final. En el 2014 logró un destacado campeonato con el León de Huánuco llevándolo a clasificar a la Copa Sudamericana 2015.

### FBC Melgar
En el 2015 hizo su mejor año en el fútbol peruano al campeonar con FBC Melgar por segunda vez en su historia y llevarlo a la Copa Libertadores luego de muchos años. Jugó también la Copa Sudamericana 2015.

### Carlos A. Mannucci
Para este 2017 fichó por el Carlos A. Mannucci para afrontar la Segunda División de Perú 2017.

### Unión Comercio y Sport Boys
En el 2018 jugó por Unión Comercio. Al año siguiente pasó al Sport Boys con el cual se clasificó a la Copa Sudamericana 2022, siendo eliminado en la fase preliminar por Ayacucho FC.

## Clubes
Actualizado hasta fin de carrera deportiva.
| Club                | País          | Año           | Partidos | Goles |
| ------------------- | ------------- | ------------- | -------- | ----- |
| Deportivo Municipal | Perú          | 2004          | 10       | 0     |
| Unión Huaral        | Perú          | 2005 - 2006   | 28       | 1     |
| Coronel Bolognesi   | Perú          | 2007 - 2008   | 87       | 3     |
| Alianza Lima        | Perú          | 2009 - 2010   | 57       | 1     |
| Juan Aurich         | Perú          | 2011          | 30       | 1     |
| Real Garcilaso      | Perú          | 2012          | 44       | 3     |
| Sporting Cristal    | Perú          | 2013          | 33       | 0     |
| León de Huánuco     | Perú          | 2014          | 14       | 0     |
| FBC Melgar          | Perú          | 2015          | 17       | 2     |
| Alianza Lima        | Perú          | 2016          | 30       | 0     |
| Carlos A. Mannucci  | Perú          | 2017          | 23       | 4     |
| Unión Comercio      | Perú          | 2018          | 30       | 1     |
| Sport Boys          | Perú          | 2019 - 2022   | 62       | 3     |
| Total carrera       | Total carrera | Total carrera | 464      | 20    |

## Palmarés
| Título                    | Club              | País | Año  |
| ------------------------- | ----------------- | ---- | ---- |
| Torneo Clausura           | Coronel Bolognesi | Perú | 2007 |
| Primera División del Perú | Juan Aurich       | Perú | 2011 |
| Torneo Clausura           | FBC Melgar        | Perú | 2015 |
| Primera División del Perú | FBC Melgar        | Perú | 2015 |